# Savelsberggroeve

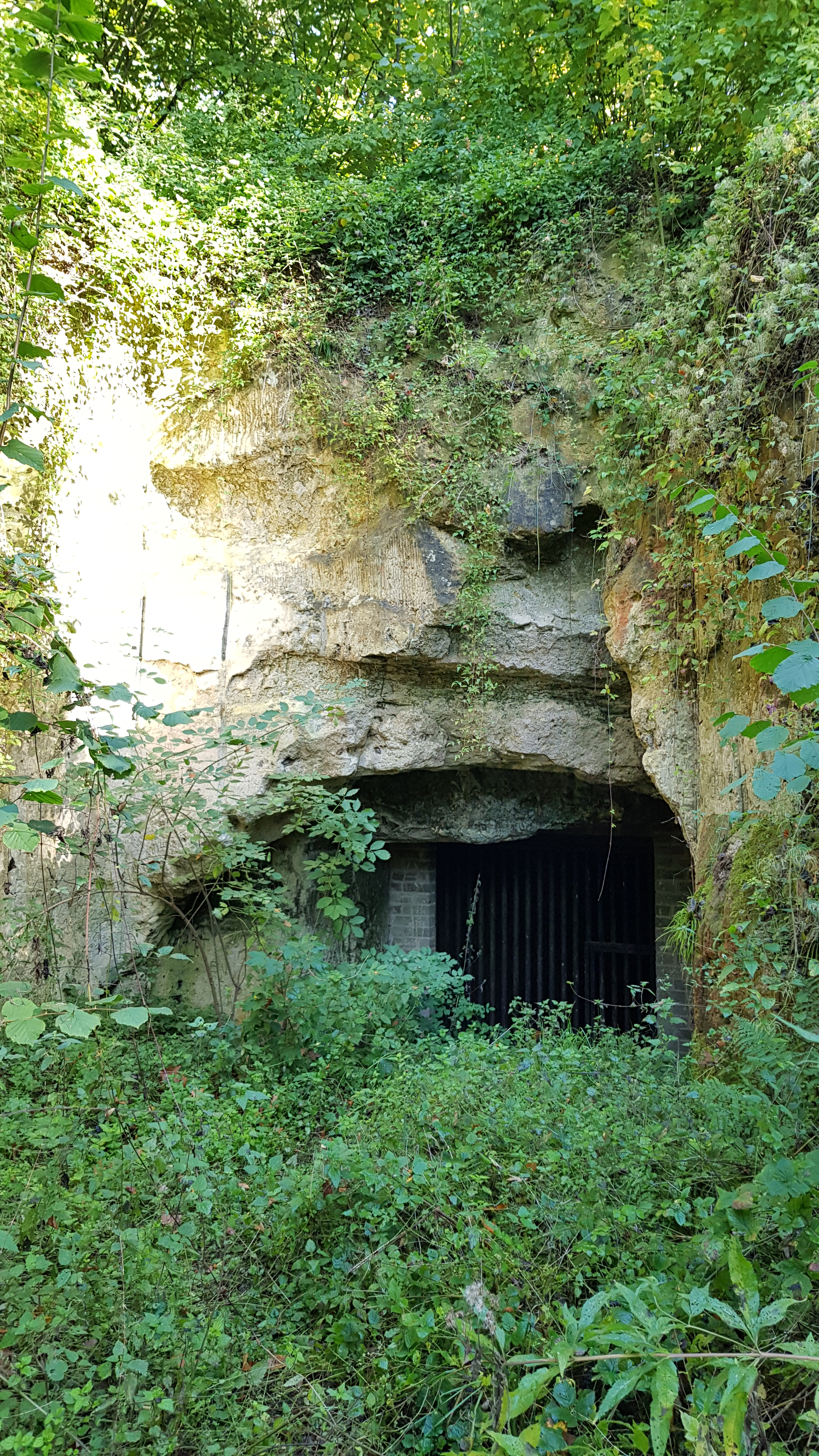
ingang Savelsberggroeve

De Savelsberggroeve of groeve Savelsberg is een ondergrondse Limburgse mergelgroeve in de Nederlandse gemeente Eijsden-Margraten. De groeve ligt ten zuidoosten van Gronsveld aan de Savelsweg in het Savelsbos. De groeve ligt aan de westelijke rand van het Plateau van Margraten in de overgang naar het Maasdal. Ter plaatse duikt het plateau een aantal meter steil naar beneden.
Op ongeveer 300 meter naar het noorden liggen de groeves Kleine Dolekamer, Grote Dolekamer en Trichterberggroeve, naar het oosten ligt op ongeveer 600 meter de Groeve Scheggeldergrub II, naar het zuidoosten ligt op ongeveer 600 meter de Lebensboschgroeve, op ongeveer 125 meter naar het zuidoosten ligt de Groeve de Groete Erd en naar het zuiden ligt op ongeveer 700 meter de Steinberggroeve. Op ongeveer 100 meter naar het zuiden ligt de grafheuvel Savelsbos.
Op ongeveer 50 meter naar het noordoosten ligt de Grindgroeve Savelsbos, een geologisch monument.

## Geschiedenis
De groeve werd door blokbrekers ontgonnen voor de winning van kalksteenblokken.
Sinds 1953 is het Savelsbos inclusief het gebied van deze groeve in beheer van Staatsbosbeheer.

## Groeve
De Savelsberggroeve is een ondergrondse kalksteengroeve bestaande uit een enkele gang van 20 meter lengte. De gang ligt op een diepte van een aantal meters onder het niveau van de bodem van de grindgroeve. De gang heeft een uitgang naar het zuidwesten die via een uitgehouwen holle weg ten zuidwesten van de grindgroeve uitkomt op de Savelsweg.
De groeve is uitgehouwen in Kalksteen van Gronsveld en de Kalksteen van Schiepersberg, beide kalksteen van de Formatie van Maastricht.